# سیمئونوفگراد
سیمئونوف‌گراد شهری در استان خاسکوو کشور بلغارستان است که جمعیت آن در سال ۲۰۰۱ میلادی ۷٬۶۴۸ نفر بوده‌است.
این شهر مرکز اداری شهرستان سیمئونوف‌گراد است. شهر سیمئونوف‌گراد در دو سوی رودخانه ماریتسا واقع است و سه پل دو بخش شهر را به هم متصل می‌کنند.